# Soestdijkský palác
Soestdijkský palác (nizozemsky: Paleis Soestdijk [paːˈlɛi(s) suzˈdɛik]) je palác dříve patřící nizozemské královské rodině. Skládá se z centrálního bloku a dvou křídel.
Ačkoli je Soestdijkský palác pojmenován po vesnici Soestdijk, která je z velké části v obci Soest, leží těsně na sever od hranice s obcí Baarn v provincii Utrecht. Po více než šest desetiletí byl, až do jejich smrti v roce 2004, domovem královny Juliány a jejího manžela, prince Bernharda.

## Dějiny

### De Graeff
V polovině 17. století byl na Zoestdijku postaven venkovský dům pro Cornelise de Graeff. V letech 1655 až 1660 se de Graeff podílel na výchově Viléma III. Oranžského, jak je patrné z jeho dopisů parlamentu, které psal v Soestdijku, a jeho synovci Johanu de Witt. Během léta trávila rodina v paláci hodně času a de Graeffovi synové, Pieter a Jacob de Graeff, si hráli s mladým Vilémem. V roce 1674, po rampjaaru, jej Jacob de Graeff prodal za nízkou cenu 18 755 guldenů místodržiteli Vilémovi III.

### Oranžsko-Nasavští
Palác pak začínal jako lovecký zámeček, který v letech 1674 až 1678 postavil Maurits Post, který se také podílel na stavbě dalších dvou královských paláců, paláce Huis ten Bosch a paláce Noordeinde. Vilém opustil Nizozemsko v roce 1688, aby pobýval v Londýně jako Vilém III.
Během francouzské invaze v roce 1795 byl palác zabrán jako válečná kořist a přeměněn na hostinec pro francouzské jednotky. Když se Ludvík Bonaparte stal holandským králem, nechal ho rozšířit a zařídit.
V roce 1815 byl představen Vilémovi II. Nizozemskému jako uznání jeho služeb v bitvě u Waterloo. V letech 1816 až 1821 byl palác výrazně rozšířen přístavbou dvou křídel, severního neboli Baarnova křídla a jižního neboli Soestského křídla. V roce 1842 bylo jeho zařízení obohaceno o klasicistní kousky z jeho bývalého paláce v Bruselu, dnes Palais des Académies.
Soestdijk se stal majetkem nizozemského státu v roce 1971, i když jej používali princezna Juliána (nizozemská královna v letech 1948 až 1980) a princ Bernhard jako své oficiální sídlo až do jejich smrti v roce 2004. Soestdijkský palác pak zůstal prázdný a nevyužitý více než rok, než byl otevřen pro veřejnost. Od jara 2006 do roku 2017 ho bylo možné navštívit.

### Investoři
V roce 2017 byl palác prodán Made in Holland, kteří v areálu plánují vybudovat hotel, centrum akcí a 65 domů. K paláci přiléhá les Baarnse Bos. Byl vyvinut jako francouzská krajinná zahrada v letech 1733 až 1758.

## Galerie
| - Před palácem - Sloní pokoj (nizozemsky: De olifantenkamer), obývací pokoj prince Bernharda v roce 1938 - Pokoj Waterloo - Obývací pokoj královny Juliány v roce 2006 - Bohatě zdobená předsíň - Taneční sál - Bílá jídelna - Empírový pokoj |